# Roman Nagórski
Roman Tomasz Nagórski (ur. 29 grudnia 1952, zm. 13 marca 2025 w Warszawie) – polski inżynier, profesor Wydziału Inżynierii Lądowej Politechniki Warszawskiej, dyrektor Instytutu Dróg i Mostów w latach 2011-2016, członek Senackiej Komisji ds. Kształcenia Politechniki Warszawskiej w latach 1990–1996.
Specjalizował się w mechanice konstrukcji, szczególnie w zastosowaniach mechaniki w zagadnieniach inżynierskich. Jego prace badawcze obejmowały m.in. modelowanie mechaniczno-empiryczne nawierzchni drogowych oraz analizę konstrukcji powłokowych. Był autorem i współautorem publikacji naukowych oraz podręczników akademickich, w tym skryptu "Metody matematyczne inżyniera lądowego II". 
Uroczystości pogrzebowe odbyły się 24 marca 2025 roku w Warszawie.

## Odznaczenia i wyróżnienia
Za swoją działalność naukową i dydaktyczną został odznaczony:
- Złotym Krzyżem Zasługi,
- Medalem Złotym za Długoletnią Służbę,
- Medalem Komisji Edukacji Narodowej[1]